# Barbara Kolago
Barbara Kolago, właśc. Maria Barbara Kolago (ur. 24 listopada 1946 w Warszawie) – polska muzyk, kompozytorka, dziennikarka, sekretarz prasowy Międzynarodowej Kapituły Orderu Uśmiechu.

## Życiorys
Jest absolwentką Wydziału Wychowania Muzycznego Akademii Muzycznej w Warszawie. W czasie studiów uczyła rytmiki w przedszkolach i przedmiotów muzycznych w Szkołach Muzycznych 1 stopnia. W 1970 r. rozpoczęła pracę w Polskim Radiu jako redaktor audycji muzycznych dla dzieci pod kierunkiem prof. Lecha Miklaszewskiego. Pozostając na tym stanowisku ponad 20 lat przyczyniła się do rozwoju i popularyzacji muzyki komponowanej dla młodych słuchaczy oraz do większego udziału w audycjach radiowych utalentowanych dzieci i zespołów dziecięcych.
Komponuje piosenki dla dzieci śpiewane w przedszkolach, szkołach, drukowane w podręcznikach szkolnych – głównie do tekstów poetek Doroty Gellner i Anny Bernat. Wśród ok. 400 piosenek należy wymienić: „Popatrzcie na jamniczka”, „Czary-mary”, „Kwiatki-bratki”, „Kołysz nas,ziemio”, „Jesteśmy dziećmi Ziemi” oraz „Jesienny kujawiaczek” (piosenka ta wykorzystana została w filmie Sławomira Fabickiego „Męska sprawa”, który otrzymał Grand Prix Nagrodę Główną w kategorii Najlepszy Film Krótkometrażowy oraz nominację do Oscara w 2002 r. w kategorii Najlepszy Film Krótkometrażowy).
Pisze również piosenki charytatywnie na potrzeby zespołów dziecięcych i solistów, m.in. dla Zespołu Dzieciecego Serduszka, nad którym objęła patronat.
Od 1989 prowadzi społecznie zespół wokalno-taneczny Chochliki. Dzieci te występowały w audycjach radiowych i programach telewizyjnych, na koncertach w kraju i za granicą, popularyzując polskie piosenki dla najmłodszych. Zespół nagrał kasety i płyty z kolędami, piosenkami ludowymi i rozrywkowymi. Najpopularniejsze z nich to: „Piosenki Zielonej Półnutki” (1987), „Dzieci-dzieciom -kolędy” (1989), „Z Tęczowym music- boxem kolędują- Irena Woźniacka i Chochliki” (1991), „Twoje,moje przeboje”, „Roześmiane piosenki” (1989), „Chochliki 95" (1995), „Śpiewaj z nami, Chochlikami” (1991), „Tęcza-cza-cza” (1992), „Wesoły dzień” (1998).
Barbara Kolago jest również autorką audycji radiowych (m.in. „Abecadło z pięciolinii”) i telewizyjnych.
W roku 1992 rozpoczęła pracę jako redaktor programów dziecięcych w TV Polonia, gdzie pracowała do końca 2006 roku.
Współtworzyła popularny wśród młodzieży program „Tęczowy Music Box”, a dla widowni polonijnej m.in. „Polskie ABC” i „Na polską nutę”.
W 2007 roku uczyła swoich piosenek do tekstów Anny Bernat na antenie pr. I Polskiego Radia w programie „Radio dzieciom”.
W 2008 roku Wydawnictwo Pani Twardowska wydało śpiewnik z płytami CD zawierający 66 znanych utworów dla dzieci autorstwa Barbary Kolago. Promocja książki miała miejsce 30 listopada 2008 roku w Studiu Koncertowym im. Witolda Lutosławskiego Polskiego Radia w Warszawie, gdzie w ramach „Poranka Muzycznego” transmitowanego w I pr. Polskiego Radia w koncercie „Kolorowe piosenki” najbardziej popularne utwory Barbary Kolago zaprezentował Chór Alla Polacca działający przy Teatrze Polskim – Operze Narodowej.
Jest członkiem Stowarzyszenia Autorów ZAiKS.
Wchodzi w skład Międzynarodowej Kapituły Orderu Uśmiechu, gdzie pełni funkcję sekretarza prasowego.

## Nagrody
- Otrzymała Nagrodę Prezesa Rady Ministrów w 1982 roku (wraz z K.Kwiatkowską i A. Schmidtem) za działalność artystyczną dla dzieci i młodzieży, za osiągnięcia w tworzeniu muzyki i wychowaniu muzycznym dzieci w Programach Oświatowych Polskiego Radia.
- Od 2007 roku jest Kawalerem Orderu Uśmiechu, który otrzymała na wniosek dzieci ze środowisk polonijnych, m.in. z Niemiec, Litwy, Ukrainy, Białorusi i Polski.